# Bleckmar
Bleckmar település Alsó-Szászországban, Bergen város része.

## Elhelyezkedése
A település kb. 3 kilométerre fekszik Bergentől északra, a Bundestraße 3 autópálya mentén. A városrészhez tartozik ma Dageförde is. A települést észak-dél irányban a Meiße folyó szeli ketté.

## Történelme
A bleckmari korai bronzkori leletek (kr. e. 1800–1100) azt bizonyítják, hagy a település sok ezer év óta lakott. Bleckmart először 866-ban említették, Blecmeri néven.